# Boath
Boath, trước đây gọi là Bonthala, là một mandal thuộc Adilabad, bang Telangana, Ấn Độ.